# Славиша Ивановић
Славиша Ивановић (Тузла, 1980) српски је каскадер.

## Биографија
Ивановић је каскадерством почео да се бави 1995. године у Београду где га је обучавао Славољуб Плавшић Звонце, носилац је црног појаса први дан у Аикиду. По Звонцетовој препоруци је водио каскадерску групу СКА ТИМ. Бавио се и рвањем.
У својој каскадерској каријери је радио на више пројеката, међу којима су филмови, серије, рекламе, позориште. Осим у Србији радио је и у иностранству.
У филовима Турнеја и Убиство са педумишљајем појавио се у епизодним улогама.